# Cardinelloschlucht

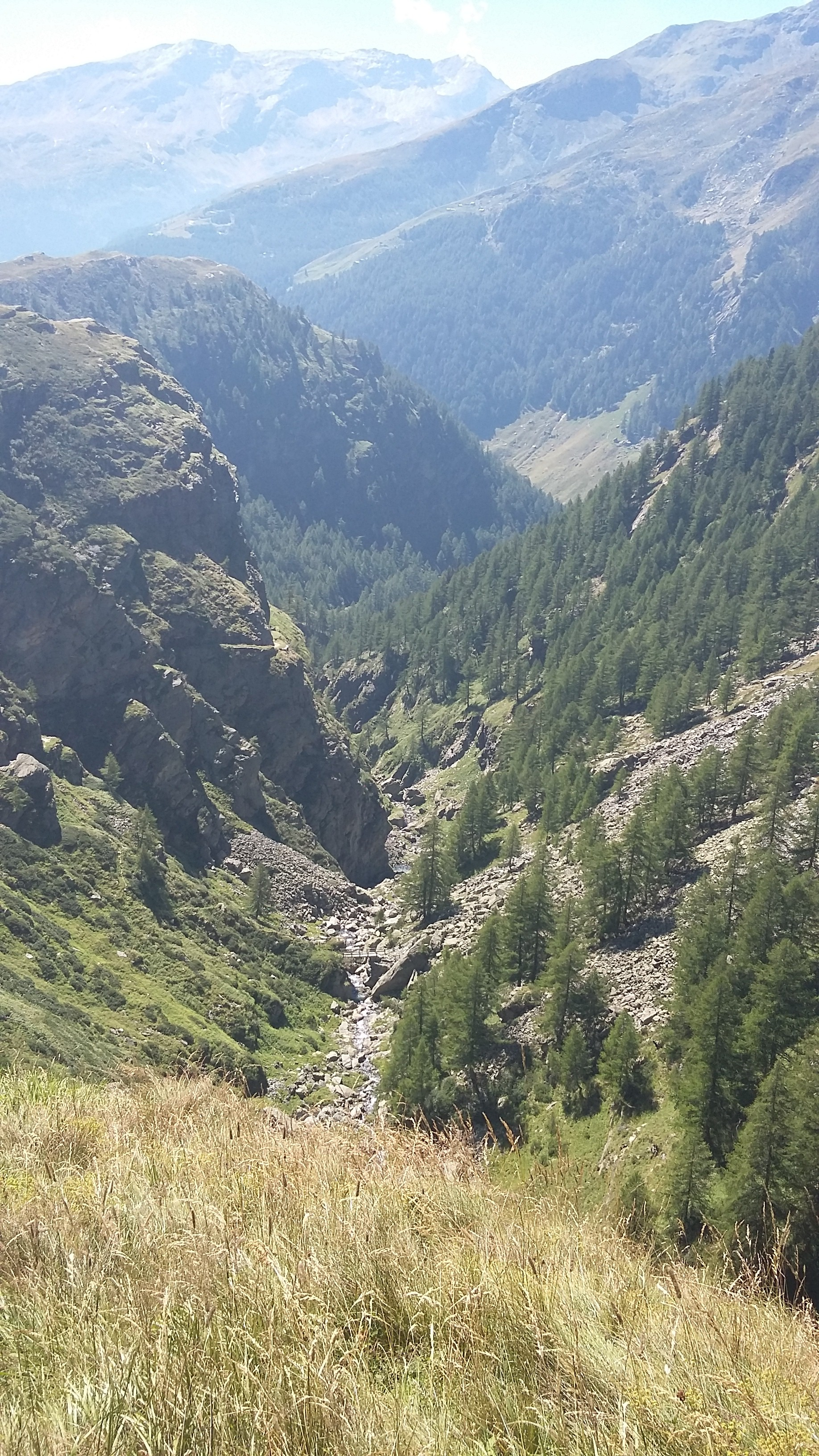
Cardinelloschlucht, 2016

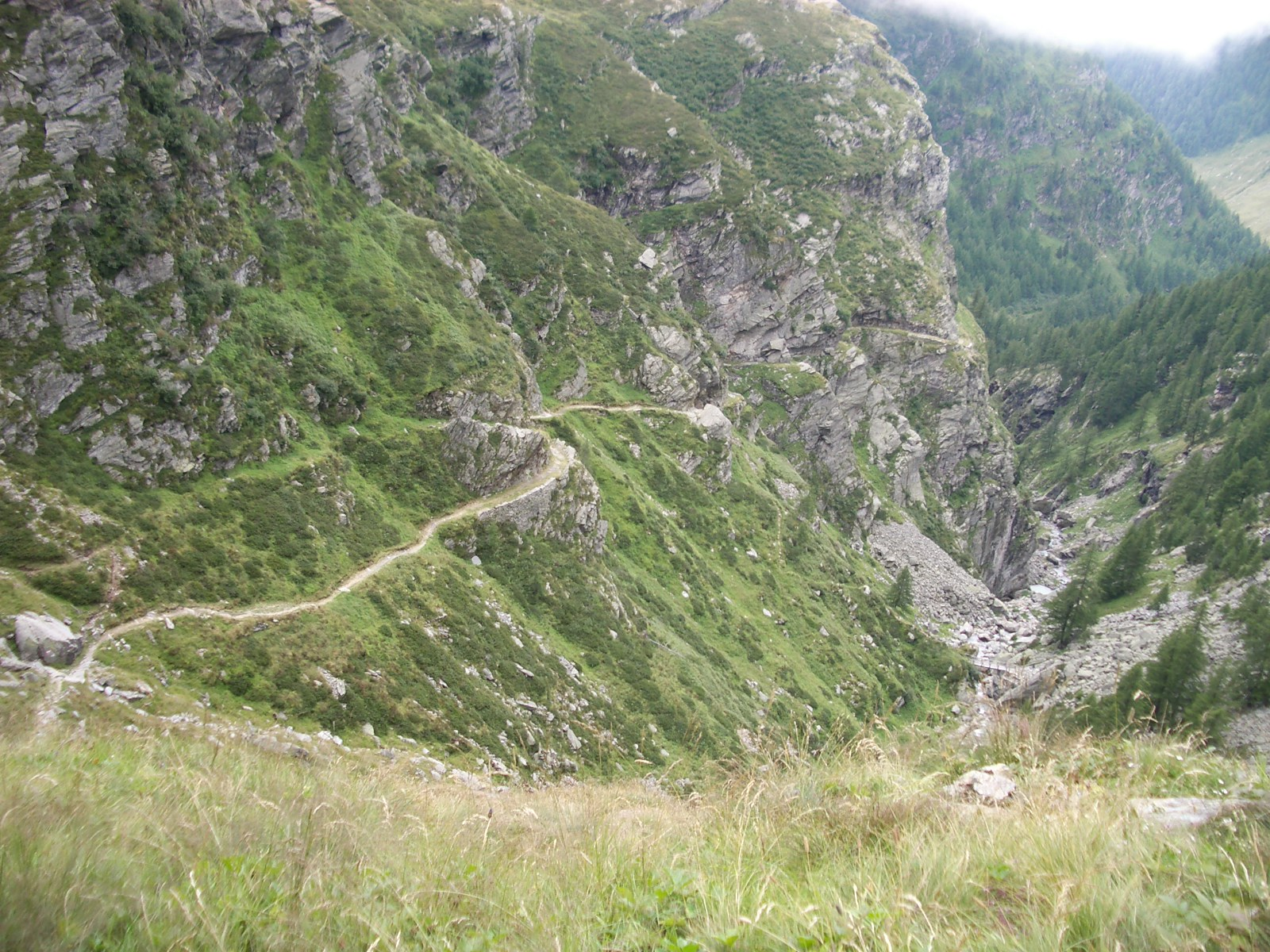
Cardinelloschlucht

Die Cardinelloschlucht (auch nur Cardinello oder Cardinell) ist eine Felsschlucht im italienischen Val San Giacomo (St. Jakobstal) in der Provinz Sondrio der Region Lombardei. Durch diese Schlucht führte einer der beiden Saumwege vom und zum Splügenpass.
Heute gehört die Cardinelloschlucht auf Grund ihrer Steilheit und Ausgesetztheit zu den schwierigsten Abschnitten des Fernwanderwegs Via Spluga.

## Geographie
Die Schlucht reicht von der westlichen der beiden Staumauern des Lago di Montespluga (1900 m s.l.m.), der Diga del Cardinello, hinab bis zum Dorf Isola (1255 m s.l.m.) am Stausee Lago di Isola.

## Geschichte
1643 wurde ein nicht befahrbarer Saumweg angelegt, der seit 1716 mit Stützmauern, Treppen und Galerien ausgebaut wurde. In den vergangenen Jahren wurde der Weg im Zuge der Eröffnung des Fernwanderwegs aufwändig rekonstruiert.
Historische Bedeutung erlangte die Schlucht, als am 6. Dezember 1800 15.000 Soldaten der „Armée des Grisons“ („Armee von Graubünden“) des napoleonischen Marschalls Jacques MacDonald den Splügenpass von Norden kommend überquerten, um auf dem Weg in Richtung Mailand in Isola zu nächtigen. MacDonald wohnte möglicherweise in der damaligen Poststation, dem heutigen Hotel Locanda Cardinello.